# 샤를 드 방돔 공작

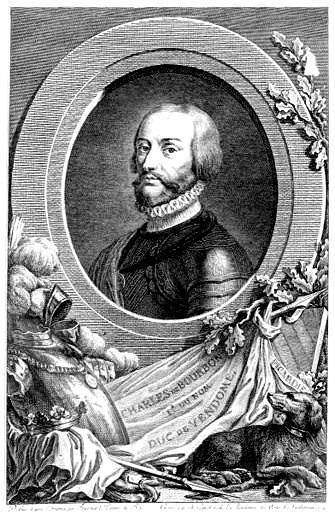
샤를 드 방돔 공작

샤를 드 부르봉방돔(Charles de Bourbon-Vendôme)은 프랑스 왕국의 혈통친왕이자 방돔 백작이다. 프랑수아 드 방돔 백작의 장남이며 후에 루이 12세에 의해 방돔 공작으로 승격되었다.